# Orbaiszék

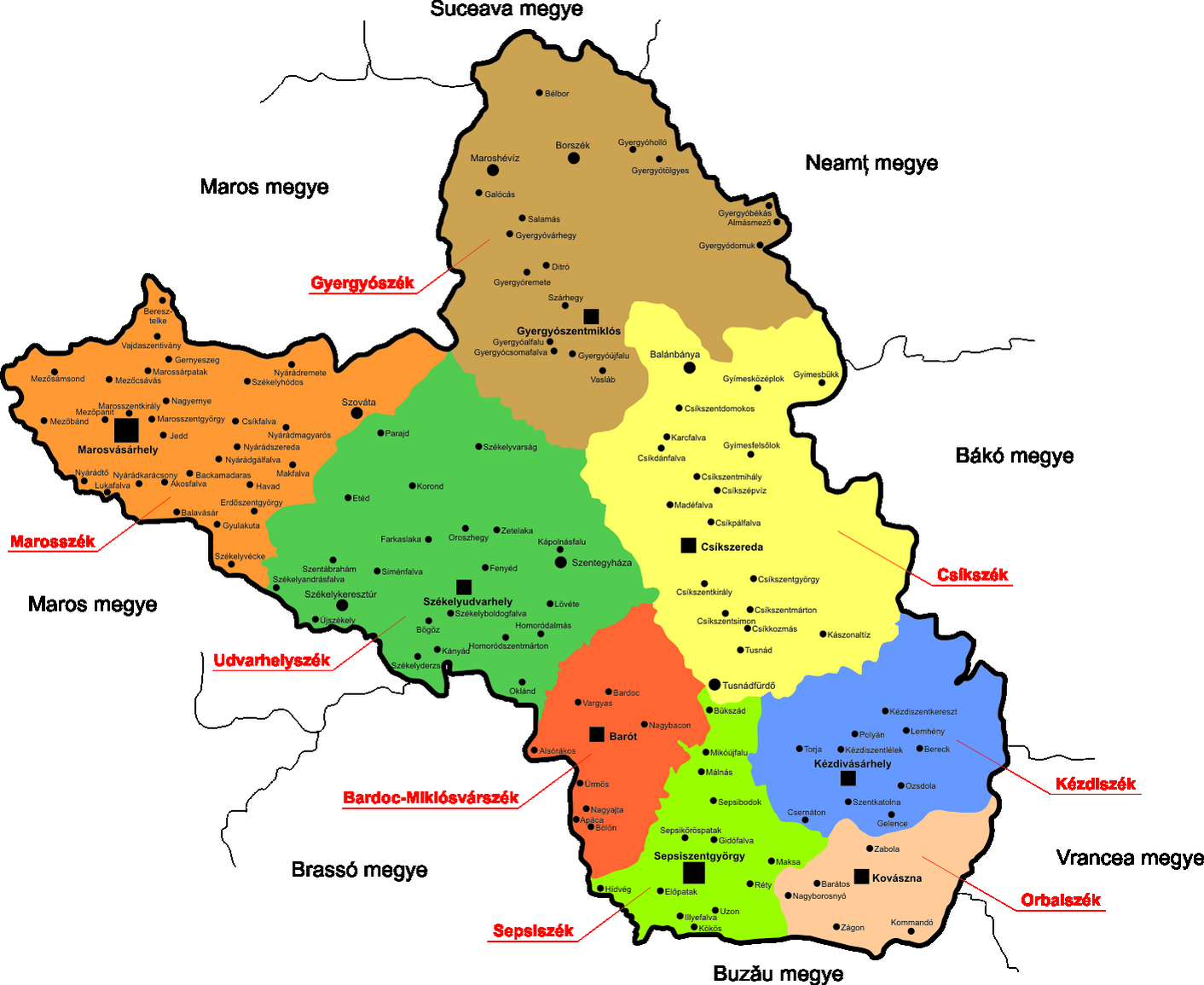
Orbaiszék (lichtbruin) in het Szeklerland

De Orbaiszék  is een historische etnisch Hongaarse regio in het Szeklerland in Roemenië. De centrumstad van de streek is Covasna (stad) (Hongaars: Kovászna). De streek was een autonoom gebied (een zogenaamde stoel) binnen Transsylvanië tot 1876. Daarna werd de autonomie opgeheven en maakte de streek deel uit van het comitaat Háromszék en vervolgens vanaf 1920 de Roemeense provincie Covasna. 

## Bevolking
De bevolking bedroeg in 2011 26 678 personen. Daarvan waren er 18 124 (69,94%) etnisch Hongaars, 7 750 (29,05%) etnisch Roemeens, 778 (2,92%) Roma en 26 (0,05%) andere nationaliteiten.
- Stadsbevolking 10 114 (37,92%)
- Dorpsbewoners 16 564 (62,08%)

- Mannen 13 219 (49,55%)
- Vrouwen 13 459 (50,45%)